# Печеју (Салаж)
Печеју (рум. Peceiu) насеље је у Румунији у округу Салаж у општини Банишор. Oпштина се налази на надморској висини од 272 m.

## Становништво
Према подацима из 2002. године у насељу је живело 1095 становника, од којих су сви румунске националности.